# Сердюки (Башкортостан)
Сердюки (баш. Сердюки) — деревня в Белебеевском районе Республики Башкортостан Российской Федерации. Входит в состав Малиновского сельсовета.
С 2005 современный статус.

## География

### Географическое положение
Расстояние до:
- районного центра (Белебей): 11 км,
- центра сельсовета (Малиновка): 2 км,
- ближайшей ж/д станции (Аксаково): 7 км.

## История
Название происходит от патронима Сердюки.
Статус деревня, сельского населённого пункта, посёлок получил согласно Закону Республики Башкортостан от 20 июля 2005 года N 211-з «О внесении изменений в административно-территориальное устройство Республики Башкортостан в связи с образованием, объединением, упразднением и изменением статуса населенных пунктов, переносом административных центров», ст.1:

6. Изменить статус следующих населенных пунктов, установив тип поселения - деревня:
 
5)  в Белебеевском районе:…

р) поселка Сердюки Малиновского сельсовета

## Население
| 2002 | 2009 | 2010 |
| ---- | ---- | ---- |
| 2    | ↗5   | ↘2   |

Национальный состав
Согласно переписи 2002 года, преобладающая национальность — русские (100 %).